# Aiura
Aiura (あいうら?)  es una serie de manga japonesa yonkoma shōnen hecha por Chama. Se publicó por primera vez en Niconico Seiga y más tarde en la revista 4-Koma Nano Ace de Kadokawa Shoten . El manga corrió entre marzo de 2011 y abril de 2014. Una adaptación de serie de televisión de anime se emitió entre abril y junio de 2013. 

## Trama
La historia se centra en Amaya, Iwasawa y Uehara, tres "chicas de secundaria molestas y enérgicas sin ninguna motivación", y sus compañeros de clase. Su vida cotidiana es "lo que sucede cuando no pasa nada". 

## Personajes
Kanaka Amaya (天谷 奏香 Amaya Kanaka?)
Seiyū: Yui Nakajima
Kanaka es la creadora del humor. Ella siempre está buscando molestar a Saki o a cualquier otra persona que se encuentre a corta distancia. 
Saki Iwasawa (岩沢 彩生 Iwasawa Saki?)
Seiyū: Yūko Iida
Saki es la tsukkomi al acto de boke de Kanaka. Ella es desmotivada pero muy buena en deportes y juegos. Es muy alta. 
Ayuko Uehara (上原 歩子 Uehara Ayuko?)
Seiyū: Nao Tamura
Ayuko es la intermediaria. Kanaka se burla constantemente de su altura. Su apodo ha evolucionado de Ayukong (アユコング Ayukongu?) a Yukon (ゆっこん Yukkon?).
Mei Yanase (簗瀬 芽依 Yanase Mei?)
Seiyū: Ayane Sakura
Yanase es el representante de la clase. Ella es muy seria acerca de todo. Es muy competitiva con su amiga Manaka. Su apodo es Yananchou (やなんちょ Yanancho?). 
Nao Manaka (真中 南緒 Manaka Nao?)
Nao es la amiga de Yanase, que siempre la golpea en todas las pruebas. Ella disfruta las bromas de Kanaka de Yanase. Su apodo es Manax (マナックス Manakkusu?). 
Sōta Amaya (天谷 颯太 Amaya Sōta?)
Seiyū: Yumiri Hanamori
Souta es el hermano pequeño de Kanaka. Ella y sus amigos usualmente invaden su habitación para pasar el rato ya que la habitación de Kanaka es inhabitable. 
Sumiko Yamashita (山下 寿美子 Yamashita Sumiko?)
Seiyū: Yumi Uchiyama
Yamashita es la relajada maestra de la clase de Kanaka. A menudo llega tarde al trabajo y usa camisas raras. 
Shūsaku Matsuno (松野 修作 Matsuno Shūsaku?)
Seiyū: Tomokazu Sugita
Matsuno es un profesor de matemáticas. Atrapa a los estudiantes que llegan tarde a la puerta y los desafía a un juego de tijeras de papel de piedra. Los deja ganar. 
Misuzu Wakatsuki (若月 美鈴 Wakatsuki Misuzu?)
Seiyū: Yukari Tamura
Misuzu es una maestra de inglés que se confunde constantemente con una colegiala. Ella es la maestra de la clase 1. 
Izumi Kashio (柏尾 泉水 Kashio Izumi?)
Izumi es el rival de Saki y se recupera de la clase 1. Ella trabaja a tiempo parcial en una tienda de conveniencia con Saki. 
Arisa Kuroda (黒田 ありさ Kuroda Arisa?)
Arisa es la amiga y compañera de Izumi. Ella es buena en deportes y juegos y muy pequeña. 
Umi Yoshino (吉野 羽美 Yoshino Umi?)
Umi es el tsukkomi en la clase 1. Ella constantemente se preocupa por su peso. 
Hiroko Uehara (上原 裕子 Uehara Hiroko?)
Hiroko es la hermana mayor de Ayuko. Ella trabaja como artista de manga y tiene un complejo de hermana profunda.

## Medios de comunicación

### Manga
Aiura comenzó como una serie de 4-Koma, escrita y dibujada por Chama. Se publicó originalmente en línea en Niconico Seiga, a partir del 2 de marzo de 2011.y más tarde en la revista 4-Koma Nano Ace de Kadokawa Shoten, a partir de la 4ª edición, publicada el 9 de agosto de 2011. Tras el final de la publicación de Nano Ace, la serie reanudó la serialización en la revista Shōnen Ace de su edición de noviembre de 2013. La serie de manga terminó su carrera el 23 de abril de 2014, y se recopiló en seis volúmenes compilados entre el 3 de febrero de 2012 y el 25 de julio de 2014.

### Anime
La adaptación de la serie de televisión de anime fue producida por Liden Films, Pony Canyon y Tohokushinsha Film Corporation . Fue dirigido y escrito por Ryōsuke Nakamura, con diseños de personajes de Mieko Hosoi, y música de Shūsei Murai. El anime está formateado como una serie de cortos, con cada episodio de solo unos minutos de duración. La serie se emitió en TV Tokyo entre el 10 de abril y el 26 de junio de 2013,  y fue transmitida por Niconico y con subtítulos en inglés por Crunchyroll . La serie se lanzó en su totalidad en Blu-ray Disc el 7 de agosto de 2013. Los temas de apertura y finalización son "Kani Do-Luck!" (カニ☆Do-Luck！?) ( カ ニ ☆ Do-Luck！ ) y "Ichigo Ichie" (いちごいちえ?) , ambos por Aiu Rabu (Yui Nakajima, Yuko Iida y Nao Tamura).

#### Lista de episodio
| # | Título                                       | Estreno             |
| --- | -------------------------------------------- | ------------------- |
| 1 | «El Día Antes» «Zenjitsu» (前日)             | 10 de abril de 2013 |
| Ayuko Uehara pasa su último día de vacaciones de primavera yendo un poco por la ciudad. Pronto se encuentra con dos niñas en un bar de taiyaki, Saki Iwasawa y Kanaka Amaya. Kanaka muestra con entusiasmo algunas obras de teatro bailando con su taiyaki a Saki, antes de que accidentalmente se tope con Ayuko, y posteriormente se caiga su helado. Kanaka se disculpa al ofrecer el taiyaki picante de Saki y ambos se escapan. Cuando Ayuko muerde el taiyaki de Saki, ella escucha que comienzan el bachillerato al día siguiente y comenta que ella también. Esa noche, Ayuko piensa que su uniforme escolar es demasiado grande para ella, pero que probablemente crezca en él. |                                              |                     |
| 2 | «Primer Día de Escuela» «Hatsutōkō» (初登校) | 17 de abril de 2013 |
| En el primer día de la escuela secundaria, Ayuko tiene problemas para alcanzar su casillero. A Saki y Kanaka se le acercan, que la recuerdan de la barra de taiyaki, aunque en un principio Ayuko solo recuerda a Saki. Al darse cuenta de su situación, Kanaka se pone de rodillas y se ofrece a ser un taburete para Ayuko. Ignorando el comportamiento de Kanaka, Saki, que siendo lo suficientemente alta, alcanza el casillero y ayuda a Ayuko, y también ofrece cambiar los casilleros con ella como una manera de resolver el problema potencialmente persistente. Luego, las tres chicas se presentan mientras caminan a clase y luego hablan sobre los apodos después de encontrar sus asientos. |                                              |                     |
| 3 | «Home Room» «Hōmurūmu» (ホームルーム)        | 24 de abril de 2013 |
| Cuando comienza la clase, la Sra. Sumiko Yamashita le da a su clase una prueba sorpresa que contiene la pregunta "¿Cuál es el nombre de su maestra?" Mei Yanase, siendo la única que responde correctamente, se convierte en representante de la clase, mientras que Kanaka se convierte en el MVP por su respuesta "Hikaru Jinguji" (神宮 神宮 ヒ カ ル Jingūji Hikaru), que Sumiko siente que se adapta mejor a ella como nombre. Luego, en el almuerzo, las chicas una vez más discuten los apodos, con Kanaka decidiendo llamar a Ayuko por el apodo: "Yukon". Después de la escuela, Ayuko intenta llamar la atención de la Sra. Yamashita llamándola "Jinguji-sensei", pero cambia a "Yamashita-sensei" cuando no recibe una respuesta. |                                              |                     |
| 4 | «Sensei» «Sensei» (先生)                     | 1 de mayo de 2013   |
| Kanaka se presenta en la casa de Saki para recogerla para la escuela y comienza a tocar el timbre, enfureciendo a Saki. Kanaka decide competir con Saki para ir a la escuela, pero toma un giro equivocado y termina en la escuela secundaria de su hermano. Cuando llega a la escuela secundaria de Iroha, Saki ya está en la puerta. Al mismo tiempo, el Sr. Shūsaku Matsuno confunde a la Sra. Misuzu Wakatsuki con un estudiante, ya que ella está usando el uniforme de un estudiante. Ella trata de justificar el uniforme y el Sr. Matsuno se compromete haciéndola usar una bata de laboratorio de la maestra sobre el uniforme. El Sr. Matsuno es contactado por la Sra. Yamashita, quien se burla de los maestros extraños de su escuela. Como el Sr. Matsuno exige una explicación por su retraso, la Sra. Yamashita le pregunta sobre su cabello. |                                              |                     |
| 5 | «Incidente» «Jiken» (事件)                   | 8 de mayo de 2013   |
| Kanaka llama a Saki una mañana y por teléfono suena como si estuviera siendo atacada. Cuando Saki se va a la escuela, encuentra a Kanaka en el suelo aparentemente muerta y pasa sobre ella. En el camino, Kanaka comenta que Saki es el tipo de persona que ignoraría a una amiga "muerta", pero Saki dice que si fuera Ayuko, haría todo lo posible para devolverle la vida. Mientras estaban en la escuela, trajeron a Ayuko a la discusión sin sentido y Kanaka explica cómo fue "atacada" por un hombre de tipo gladiador, pero de alguna manera logró dominarlo y luego Ayuko apareció y la "apuñaló". Ayuko dice que apuñaló a Kanaka por irritación, antes de disculparse por "matar" a Kanaka.eso al trabajo. Ella trató de decirle a Takumi que dejara de pensar que él estaba con Ao. Takumi encontró a Ao durante su descanso y le preguntó sobre Soichiro. Mientras tanto, él fue a buscarla. Takumi apartó a Ao de Soichiro y le dijo que regresaría a casa más tarde. En el parque, Takumi todavía está esperando la confesión de Ao. |                                              |                     |
| 6 | «Hermano Menor» «Otōto» (弟)                 | 15 de mayo de 2013  |
| Kanaka sigue fingiendo que está muerta frente a la casa de Saki, pero esta vez, Saki la ata. Cuando comienza la semana de exámenes en Iroha High School, los estudiantes salen temprano y Kanaka invita a Saki y Ayuko a su casa para "estudiar". Dado que la habitación de Kanaka no es particularmente acogedora para los invitados, las chicas pasan su tiempo en la habitación de su hermano Souta Amaya, para su leve irritación. Cuando Souta se presenta a Ayuko, él le pregunta si Kanaka le está dando algún problema a lo que ella responde que es "muy divertida" después de una larga pausa. Souta eventualmente se establece para estudiar para sus propias pruebas, mientras las chicas continúan relajándose, con Kanaka diciendo que solo están "calentando". |                                              |                     |
| 7 | «El Hogar de los Amaya» «Amaya-ke» (天谷家)  | 22 de mayo de 2013  |
| Souta intenta estudiar mientras Kanaka y Ayuko continúan jugando con Jenga. Kanaka invita a Souta a tomar un turno en el juego, y mientras trata de mover un ladrillo, la torre se desmorona. Al ser el perdedor, Souta es presionado por Kanaka y Ayuko para comprar bocadillos y bebidas. Incluso descubre que Saki no está realmente dormida ya que ella le dice qué bebida le gustaría. Más tarde, Souta regresa con los bocadillos y las bebidas, y él y Saki juegan un juego de PSP, y este último señala que si obtiene una mala puntuación en sus exámenes, será culpa de Souta. Al día siguiente, las chicas aparecen una vez más en la habitación de Souta. Irritado, va a limpiar la habitación de Kanaka para que ella pueda entretener a los invitados allí, para el aprecio de Kanaka. |                                              |                     |
| 8 | «Actividades del Club» «Bukatsu» (部活)      | 29 de mayo de 2013  |
| Kanaka intenta y no logra que Saki se una a un club escolar con ella, ya que aspira a ser llamada la "Capitana" de un club. Ayuko aparece y acepta probar en clubes con Kanaka. En el almuerzo, Kanaka les cuenta a las niñas que no ha encontrado un club adecuado. Ayuko y Saki intentan reducir el tipo de club en el que Kanaka sería más adecuado, pero Kanaka les revela que no tiene ningún talento en particular. Mientras Kanaka se enfada, Saki y Ayuko la llaman "Capitana" para levantar el ánimo. Entonces, Kanaka decide aspirar a convertirse en el presidente del consejo estudiantil, aunque Saki se burla de que el gobierno no lo permita. |                                              |                     |
| 9 | «Sueños» «Yume» (夢)                         | 5 de junio de 2013  |
| Kanaka les cuenta a Saki y a Ayuko sobre un sueño que ella tuvo donde estaban en la playa rompiendo sandías, pero Saki se entristeció porque no pudo romper ninguna. Ayuko sigue explicando que en su sueño, Kanaka estaba haciendo un truco de magia con su cabello, pero cuando Ayuko tiró de su cola de caballo izquierda, se produjo una explosión atómica. Saki sigue diciéndoles que el sueño de su vida es casarse para obtener riqueza. Saki y Ayuko se ponen en un estado de incredulidad cuando Kanaka revela que sueña con ser un ídolo debido a las bajas expectativas de su madre y su exmaestra de secundaria. Luego, Kanaka le pregunta a la Sra. Wakatsuki cómo casarse con la riqueza, lo que la disgusta. |                                              |                     |
| 10 | «Problema» «Mondai» (問題)                   | 12 de junio de 2013 |
| La Sra. Wakatsuki continúa usando el uniforme de estudiante, pero entiende mal que el Sr. Matsuno quiere que solo use la bata de laboratorio, lo que hace que ella lo califique de pervertido para su sorpresa. Más tarde, Kanaka da la vuelta y le pregunta a Ayuko, a la Sra. Yamashita y a Saki mientras se cubren los ojos, aunque la Sra. Yamashita no la reconoce, mientras que Saki le da un codazo a Kanaka en el estómago. Después, Kanaka le pregunta a Mei y luego a Saki y Ayuko qué hacen las chicas de la escuela secundaria a las que Mei responde que estudian, ante la incredulidad de Kanaka. Ayuko sugiere que probablemente hablen de amor, aunque Saki y Kanaka retuercen sus palabras haciendo que parezca que Ayuko tiene sentimientos románticos por ellos. |                                              |                     |
| 11 | «Lluvia» «Ame» (雨)                          | 19 de junio de 2013 |
| En una mañana lluviosa, Saki perezosamente decide faltar a la escuela y convertirse en NEET, pero a regañadientes se levanta de la cama cuando Kanaka postula que un NEET está debajo de ella. Saki se burla de las botas de lluvia de Kanaka, aunque la mantienen seca, mientras que Saki se ve obligada a quitarse los calcetines empapados. Cuando Kanaka toma una foto de las piernas desnudas de Saki, Saki rompe su teléfono. Luego, la Sra. Yamashita contempla los pros y los contras del viaje a la escuela antes de declarar el semestre sin enseñar a sus alumnos una sola cosa. Más tarde, Kanaka se lamenta de que la lluvia debería eliminar todos sus problemas inexistentes. Las vacaciones de verano comienzan al día siguiente y Kanaka continúa jugando con el timbre de Saki para su irritación. |                                              |                     |
| 12 | «Te Veo Mañana» «Mata Ashita» (また明日)     | 26 de junio de 2013 |
| Las vacaciones de verano comienzan y Ayuko recibe un mensaje de texto solicitando reunirse con Kanaka y Saki. Las chicas luego pasan el día haciendo algunas de las mismas cosas que Ayuko había hecho sola al final de las vacaciones de primavera. Luego, las niñas pasan el resto del día en el océano, disfrutando del atardecer y prometiendo reunirse al día siguiente. Mientras se secaba el cabello al final del día, Ayuko mira el cielo estrellado. |                                              |                     |